# Molto incinta
Molto incinta (Knocked Up) è un film del 2007 diretto da Judd Apatow.

## Trama
Ben Stone è un ventitreenne scansafatiche con poca voglia di crescere, che ha lasciato il Canada per vivere a Los Angeles e si mantiene con dei fondi ricevuti a titolo di risarcimento per un infortunio e lavora solo sporadicamente. Alison Scott invece è una ragazza in carriera che ha appena ricevuto una promozione dal network televisivo per il quale lavora e vive in casa con sua sorella Debbie. Mentre festeggia la sua promozione in un club, Alison incontra Ben. Dopo una notte di bevute, finiscono a letto assieme. A causa di un malinteso, non usano protezione: il giorno dopo si salutano e vanno ognuno per la sua strada.
Due mesi dopo Alison scopre di essere incinta: contatta quindi Ben, il quale, benché esterrefatto, si dice pronto a sostenere Alison durante la gravidanza. Mentre il ragazzo è ancora incerto sul fatto di diventare un genitore, suo padre sembra entusiasta. Più tardi, Alison e Ben decidono di dare al loro rapporto una possibilità. Inizia così, grazie alla buona volontà di entrambi, un faticoso percorso di avvicinamento nel quale Alison, pur cominciando a provare dei sentimenti per Ben che ha un animo gentile, non può non constatarne un'immaturità preoccupante.
Il marito di Debbie, Pete, fa il talent scout per una rock band, ma fa spesso tardi la notte, cosa che la induce a sospettare che lui la tradisca. Quando lo segue, apprende che in realtà si assenta con dei suoi amici per un progetto di fantabaseball. Questo si traduce nella loro separazione, e quando Ben esprime divertimento all'inganno di Pete, si apre un'accesa discussione con Alison mentre guidano per andare dal suo ginecologo. Adirata, lo sbatte fuori dalla sua auto e lo abbandona in mezzo al nulla, così si lasciano.
Ben e Pete decidono di andare a Las Vegas per distrarsi dalle loro separazioni. Sotto la forte influenza di funghi allucinogeni, essi realizzano la loro perdita e decidono di assumersi la responsabilità per le loro relazioni. Contemporaneamente, Debbie trascina una timida Alison fuori a festeggiare con lei, ma sono rifiutate all'ingresso dal buttafuori per l'età di Debbie e la gravidanza di Alison, che conduce a lamenti e lacrime di Debbie sulla sua vita e sul suo desiderio di avere indietro Pete. Essi si riconciliano alla festa di compleanno della figlia, ma quando Ben tenta di risolvere le cose con Alison, lei non vuole tornare insieme a lui.
Il capo di Alison scopre la sua gravidanza e anziché licenziarla vede la cosa come un'ulteriore possibilità di empatia con il pubblico femminile, e le affida di intervistare celebrità incinte. Dopo un colloquio con il padre, Ben decide di assumersi le sue responsabilità e compie un grande sforzo per cambiare la sua vita: va a vivere da solo, ottiene un lavoro d'ufficio come web designer e prepara una camera per il bambino nel suo nuovo appartamento. Una notte, in leggero anticipo sui tempi previsti, Alison comincia ad avere le doglie e poiché la sorella con la famiglia è fuori città, non le resta che chiamare Ben. Accorso immediatamente, la sorprende dimostrandosi preparato e seriamente predisposto ad assumersi tutti gli obblighi di un padre.
Quando Debbie e Pete arrivano all'ospedale, Ben rifiuta di permettere alla sorella di essere al fianco di Alison, insistendo sul fatto che è il suo posto. Nonostante gli imprevisti, il parto avviene tranquillamente e Alison dà alla luce una bella bambina. Così, usciti dall'ospedale, tutti e tre vanno ad abitare nella casa che Ben aveva preparato per la nuova famiglia.

## Produzione
Nel film appaiono in piccole parti Bill Hader, Ken Jeong, Craig Robinson e B. J. Novak mentre, come se stessi, sono presenti Fergie, James Franco, Steve Carell, Eva Mendes, Jessica Alba e Ryan Seacrest.

## Promozione
(Tagline del film)

## Distribuzione
Il film è uscito in Italia il 19 ottobre 2007.

## Accoglienza

### Incassi
Il film ha aperto al secondo posto al botteghino negli USA, incassando 30.690.990 dollari nel weekend di apertura, dietro a Pirati dei Caraibi - Ai confini del mondo.
Il film ha incassato un totale di 219.076.518 dollari americani. Negli Stati Uniti ha trascorso otto settimane tra i dieci film più visti, la più lunga striscia tra aprile, maggio e giugno del 2007.

### Critica
Mediamente ben accolto, il film è stato però accusato di "sessismo" in relazione alla superficialità con la quale viene posto il personaggio femminile principale, Alison, a fronte di un personaggio maschile, quello di Ben, del quale è tratteggiata tutta la parabola con conclusione positiva. La stessa Katherine Heigl avrebbe confermato di aver avuto delle perplessità sul proprio personaggio e giudicato il copione "un po' sessista".

## Spin-off
Nel 2012 Judd Apatow scrive, dirige e produce uno spin-off del film intitolato Questi sono i 40, dove vengono raccontate le vicende di Pete e Debbie, qui personaggi secondari, qualche anno dopo i fatti qui narrati.

## Riconoscimenti
- 2007 - Teen Choice Awards
  - Miglior film commedia